# Дубнік (округ Нове Замки)
Дубнік (словац. Dubník) — село, громада округу Нове Замки, Нітранський край. Кадастрова площа громади — 41.01 км².
Населення 1606 осіб (станом на 31 грудня 2019 року).

## Географія
Протікає річка Батов.

## Історія
Дубнік згадується 1236 року.

## Населення
| Рік:            | 1994. | 2004.   | 2014.   | 2024.   |
| --------------- | ----- | ------- | ------- | ------- |
| Кількість осіб: | 1779  | 1762    | 1655    | 1520    |
| Різниця:        |       | -0,95 % | -6,07 % | -8,15 % |

| Рік:            | 2023. | 2024.   |
| --------------- | ----- | ------- |
| Кількість осіб: | 1538  | 1520    |
| Різниця:        |       | -1,17 % |